# 12:e batteriet på Rindö

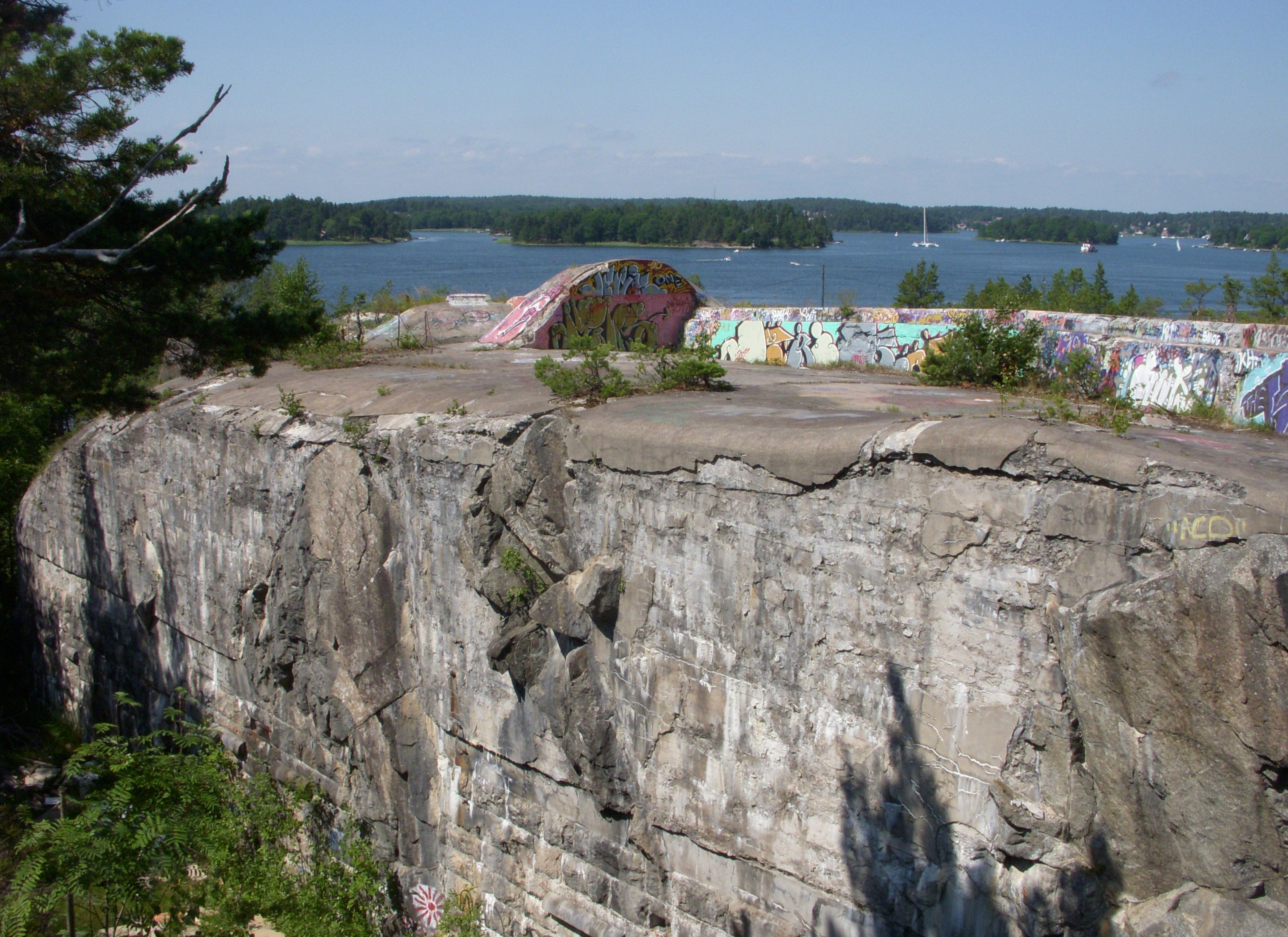
12:e batteriets fort, vy mot väst, juni 2011.

12:e batteriet på Rindö är ett historiskt försvarsverk beläget på Rindös västra udde i Stockholms skärgård, nära Vaxholm. Anläggningen uppfördes för att komplettera Rindö redutt i försvaret av farleden via Kodjupet och Norra Vaxholmsfjärden i norr. För batteriet användes en för Sverige helt ny konstruktionsprincip. 12:e batteriet byggdes i mitten av 1870-talet och avvecklades 1933. 12:e batteriet ingick i Vaxholmslinjen som sträckte sig från Värmdö (se Värmdölinjen) över Rindö, Vaxholms kastell, Vaxö, Edholma till ön Lillskär.

## Bakgrund
Anledningen till bygget av 12:e batteriet var brister i Rindö redutts försvarsförmåga. När Rindö redutt uppfördes 1858-1863 kunde anläggningen motstå kanoneld med massiv rundkula medan nya spetsiga projektiler avfyrade från kanoner med invändigt räfflade eldrör kunde tränga igenom försvarsmuren. Det visade provskjutningar som 1872 utfördes mot Vaxholms fästnings yttermurar av pansarbåtarna HMS Hildur och HMS John Ericsson. Prover visade att den snabba vapentekniska utvecklingen hade gjort såväl Rindö redutt samt Vaxholms fästning omoderna. Som en direkt följd av detta prov försågs Rindö redutt några år senare med ett nytt batteri, beläget i direkt anslutning knappt 100 meter väster om själva redutten.

## Bygget och avvecklingen

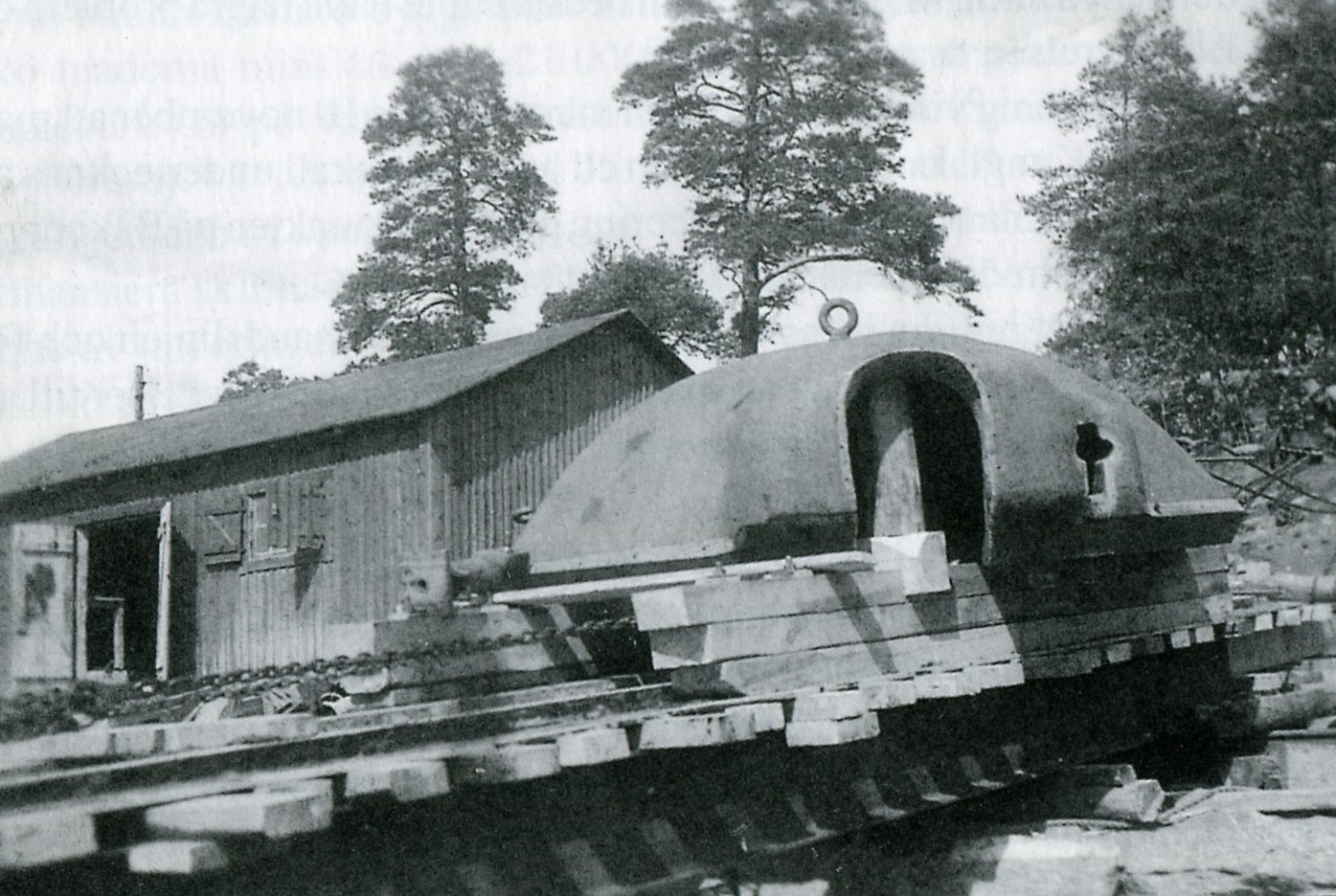
En av de tre 15,2cm tornpjäser lastas på Rindö för transport till Landsort, 1933.

För batteriet användes en för Sverige helt ny konstruktionsprincip som sedermera skulle komma att tillämpas för bland annat Byviksfortet (byggt 1897-1900) samt för Myttingefortet och Vretafortet (byggda 1899-1903). Från och med då gällde det att inte visa sig för fienden med höga murar utan att vara så osynligt som möjligt.
Batteriets fort sprängdes därför delvis ner i urberget omgivet av en cirka tio meter bred och tio meter djup utsprängd stormgrav. Kärnan i fortet liknar i plan en kil (med spets mot öst) och kvarstår som en ö omgiven av stormgravarna. På toppen fanns fyra tornpjäser under stål och betong. Hela anläggningen mäter cirka 100x50 meter i plan. Beväpningen utgjordes senare av fyra 15,2 cm kanoner m/98B i tornlavettage m/1900A som hade beställts år 1900 hos Bofors för 90 000 kr/styck.
Genom försvarsbeslutet 1925, som syftade till nedrustning, utgick Vaxholms inre försvarslinje ur krigsorganisationen. Härmed förlorade befästningarna på Rindö sin funktion.
12:e batteriet avvecklades 1933 och av batteriets fyra pjäser flyttades tre till batteri LO på Landsort där de ingick i Havsbandslinjen och tjänstgjorde från 1938 till slutet av 1960-talet. Den fjärde pjäsen fick vara kvar ett tag till. De utrymmen som friställdes när de tre pjäserna togs bort blev sedermera centralt ammunitionsförråd för Vaxholms fästning.

## Bilder

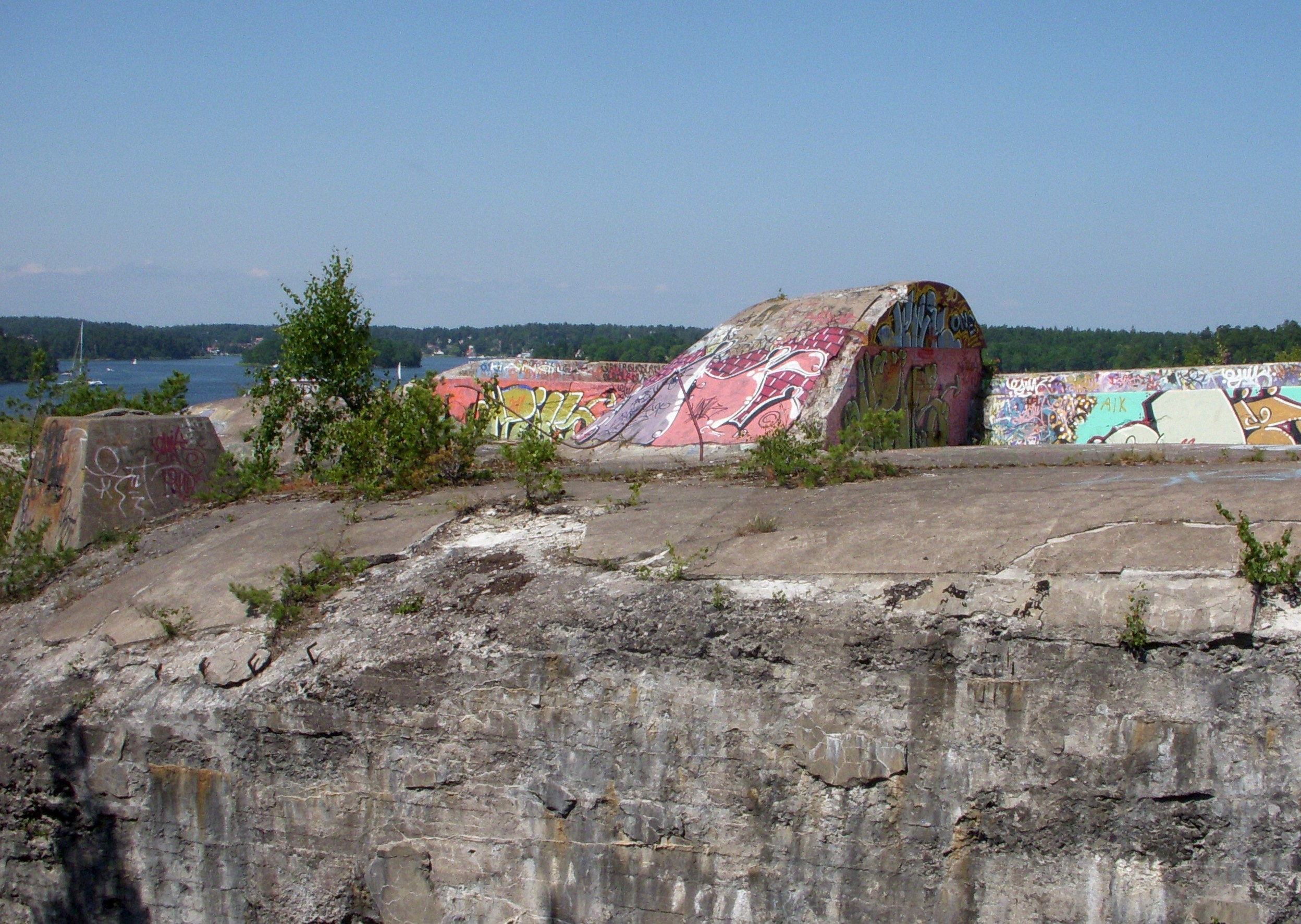
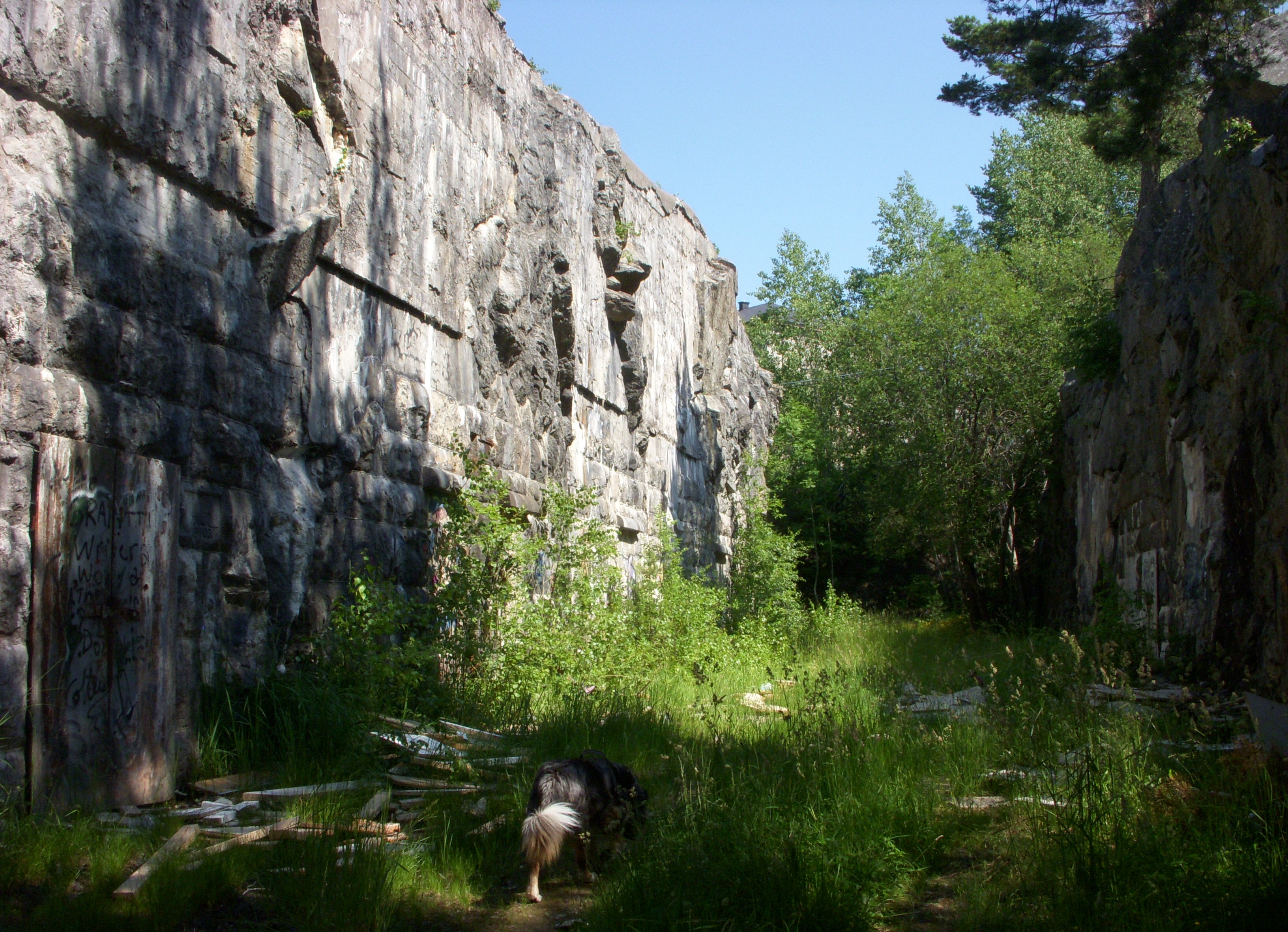
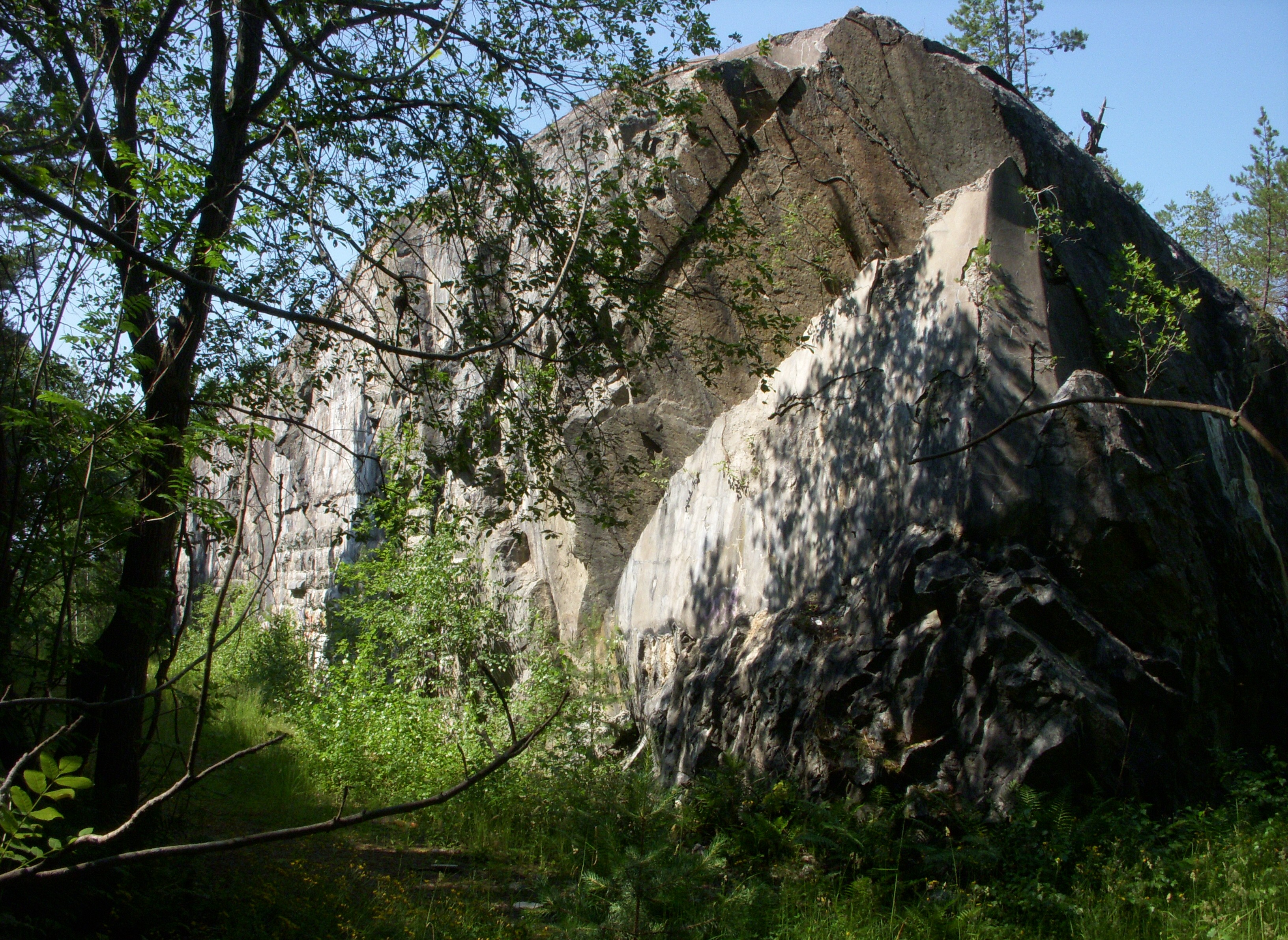
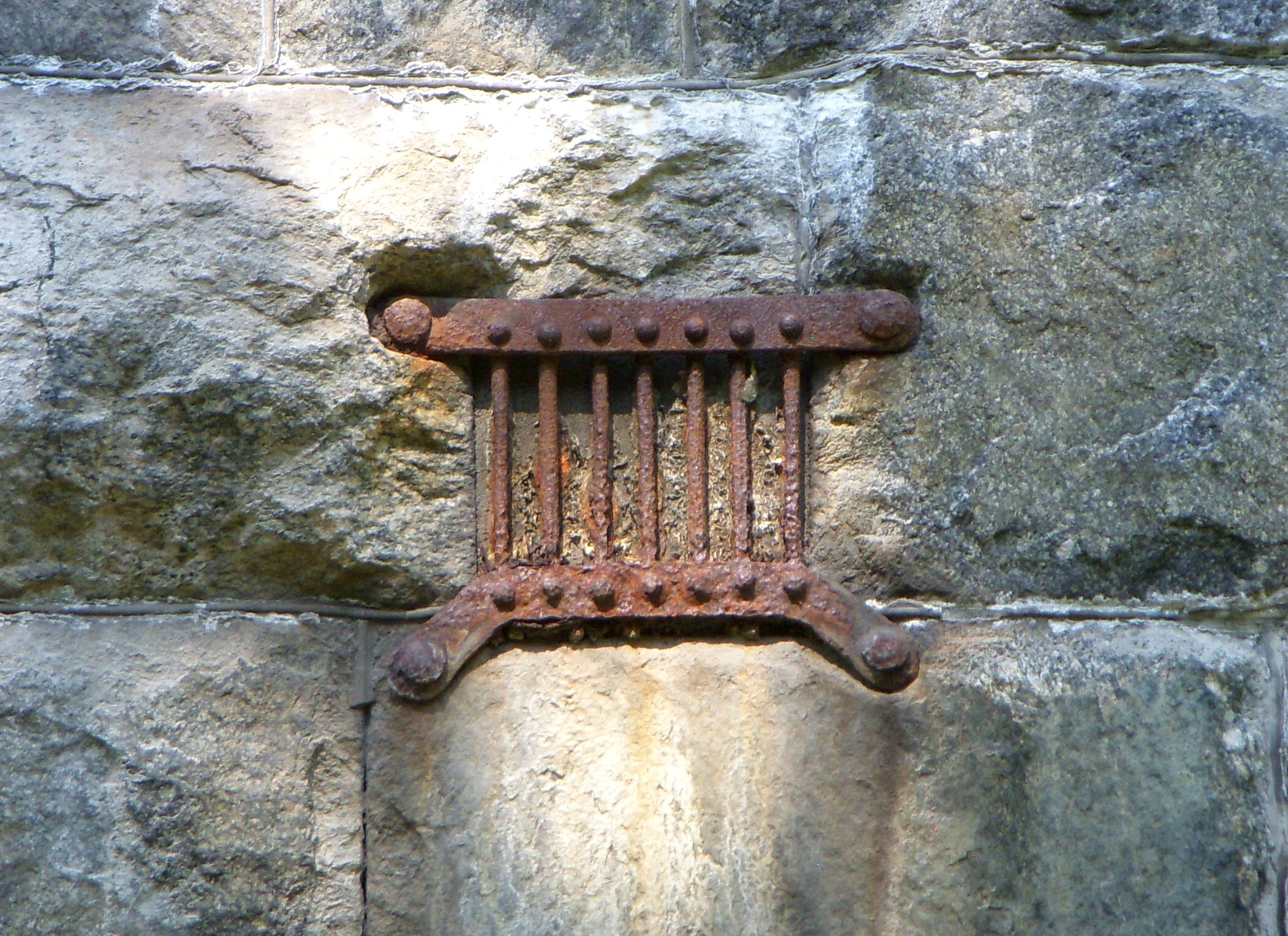